# لبد عصبي
المادة البيضاء، والتي تتكون في معظمها من المحاور النخاعية (ومن هنا لونها الأبيض) والخلايا الدبقية، لا تعتبر بشكل عام جزءًا من العصبونات.

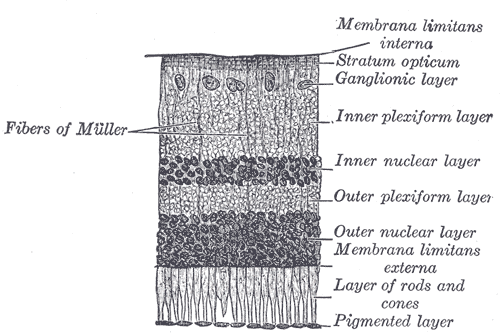

Neuropil (الجمع neuropils) يأتي من الكلمة اليونانية: neuro، وتعني "وتر، وتر؛ عصب" و pilos، وتعني "شعر". يمكن إرجاع أصل المصطلح إلى أواخر القرن التاسع عشر.

## الموقع
عثر على لبد عصبي في المناطق التالية: الطبقة الخارجية للقشرة الحديثة، القشرة البرميلية، الطبقة الضفيرية الداخلية والطبقة الضفيرية الخارجية، الغدة النخامية الخلفية، وكبيبات المخيخ. توجد كل هذه المناطق في البشر، باستثناء القشرة البرميلية، ولكن العديد من الأنواع لديها نظائر مماثلة لمناطق الأعصاب لدينا. ومع ذلك، فإن درجة التشابه تعتمد على تركيب اللبد العصبي الذي يقارن. من المهم تحديد تركيزات النيوروبيل داخل مناطق معينة، لأن مجرد استخدام نسب العناصر ما بعد المشبكية المختلفة لا يؤكد الأدلة الضرورية القاطعة. إن مقارنة التركيزات يمكن أن تحدد ما إذا كانت نسب العناصر ما بعد المشبكية المختلفة تتصل بمسار محوري معين أم لا. يمكن أن تشير التركيزات النسبية إلى انعكاس عناصر ما بعد المشبك المختلفة في العصب أو تظهر أن المحاور العصبية تسعى إلى تكوين مشابك فقط مع عناصر ما بعد المشبك المحددة.

## الوظيفة
نظراً لتنوع أدوار اللبدات العصبية في الجهاز العصبي، يصعب تحديد وظيفة شاملة محددة لجميع النيوربيلات. على سبيل المثال، تعمل الكبيبات الشمية كمحطات انتقال للمعلومات المتدفقة من الخلايا العصبية المستقبلة للشم إلى القشرة الشمية. أما الطبقة الضفيرية الداخلية للشبكية فهي أكثر تعقيداً بعض الشيء. أما الخلايا ثنائية القطب، التي تقع بعد التشابك العصبي مع العُصي أو المخاريط، فتُصبح إما منزوعة الاستقطاب أو مفرطة الاستقطاب، وذلك بحسب ما إذا كانت الخلايا ثنائية القطب تحتوي على تشابكات عاكسة للإشارات أو تشابكات محافظة عليها.

### الكفاءة في الدماغ
تعتبر الخلايا العصبية ضرورية لجميع الاتصالات التي تكون في الدماغ، وبالتالي يمكن اعتبارها بمثابة "أسلاك" الدماغ. كما هو الحال في الحوسبة، فإن الكيان يكون أكثر كفاءة عندما تحسن أسلاكه؛ لذلك، من المتوقع أن يكون الدماغ الذي خضع لملايين السنين من الانتقاء الطبيعي لديه دوائر عصبية محسّنة. للحصول على نظام عصبي محسن، يجب تحقيق التوازن بين أربعة متغيرات - يجب "تقليل تأخيرات التوصيل في المحاور العصبية، وتوهين الكابل السلبي في التغصنات، وطول "السلك" المستخدم في بناء الدوائر" بالإضافة إلى "تعظيم كثافة المشابك العصبية"، مما يؤدي في الأساس إلى تحسين المشابك العصبية. قام الباحثون في مختبر كولد سبرينغ هاربور بصياغة التوازن الأمثل للمتغيرات الأربعة وحساب النسبة المثلى لحجم المحور العصبي بالإضافة إلى حجم الشجيرات العصبية (أي حجم "السلك" أو حجم الخلايا العصبية) إلى الحجم الإجمالي للمادة الرمادية. تنبأت الصيغة بوجود دماغ مثالي حيث يشغل العصب 3/5 (60%) من حجمه. وتتفق الأدلة التجريبية المأخوذة من أدمغة ثلاثة فئران مع هذه النتيجة. نسبة السلك هي 0.59 ± 0.036 للطبقة الرابعة من القشرة البصرية، و0.62 ± 0.055 للطبقة الأولى ب من القشرة الكمثرية، و0.54 ± 0.035 للطبقة المشعة من المجال الحصيني CA1. المتوسط العام هو 0.585 ± 0.043؛ وهذه القيم لا تختلف إحصائيًا عن القيمة المثلى 3/5.

## الأهمية السريرية

### الفُصام
لقد ثبت أن بروتينًا معينًا يُسمى السينابتوفيزين يُفقد لدى المصابين بالفصام، مما يُسبب تدهور التغصنات والأشواك العصبية في القشرة الجبهية الأمامية الظهرانية، وهي جزء من القشرة الحديثة، والتي تلعب دورًا رئيسيًا في معالجة المعلومات والانتباه والذاكرة والتفكير المنظم والتخطيط، وهي وظائف تتدهور جميعها لدى المصابين بالفصام. وقد اقتُرح أن تدهور العصب في هذه القشرة يُساهم في الفيزيولوجيا المرضية للفصام.

### مرض الزهايمر
مرض الزهايمر هو مرض عصبي يُفترض أنه ينتج عن فقدان الأشواك الشجرية و/أو تشوه هذه الأشواك في القشرة الأمامية والصدغية للمريض. ربط الباحثون المرض بانخفاض في التعبير عن دريبرين، وهو بروتين يُعتقد أنه يلعب دورًا في التعزيز طويل الأمد، مما يعني أن الخلايا العصبية ستفقد مرونتها وستواجه صعوبة في تكوين اتصالات جديدة. يظهر هذا الخلل في شكل خيوط حلزونية تتشابك مع بعضها البعض في الشبكة العصبية. ويبدو أن نفس الظاهرة تحدث لدى كبار السن أيضًا.

## حيوانات أخرى

### الثدييات الأخرى
إن المنطقة غير البشرية المهمة من العصبونات هي القشرة البرميلية الموجودة في الثدييات ذات الشوارب (مثل القطط والكلاب والقوارض)؛ كل "برميل" في القشرة هو منطقة من العصبونات حيث تنتهي المدخلات من شعيرات واحدة.

### المفصليات
الفص البصري للمفصليات والعقد العصبية في دماغ المفصليات وكذلك العقد العصبية في الحبل العصبي البطني غير مغلفة بالميالين وبالتالي فهي تنتمي إلى فئة الخلايا العصبية.

## البحث
ركزت الأبحاث على أماكن وجود اللبدات العصبية في العديد من الأنواع المختلفة من أجل الكشف عن مدى أهميتها ووظائفها المحتملة.

### الدراسات الحديثة
في الشمبانزي والبشر، يوفر العصب مقياسًا بديلًا للاتصال الكلي داخل منطقة محلية لأنه يتكون في الغالب من التشعبات والمحاور والمشابك.
في الحشرات، يلعب المجمع المركزي دورًا مهمًا في وظائف المخ العليا. يتكون النسيج العصبي في ذبابة الفاكهة الإهليلجي من أربعة هياكل فرعية. لقد لوحظ كل قسم في العديد من الحشرات وكذلك تأثيره على السلوك، إلا أن الوظيفة الدقيقة لهذا النتوء العصبي لا تزال غامضة. يتحكم في سلوك المشي غير الطبيعي وسلوك الطيران في المقام الأول من خلال المجمع المركزي والطفرات الجينية التي تعطل البنية تدعم الفرضية القائلة بأن النواة المركزية للمجمع هي موقع للتحكم السلوكي. ومع ذلك، فإن مكونات محددة فقط من السلوك هي التي تأثرت بالطفرات الجينية. على سبيل المثال، كان التنسيق الأساسي للساق أثناء المشي طبيعيًا، في حين تأثرت السرعة والنشاط والدوران. تشير هذه الملاحظات إلى أن المجمع المركزي لا يلعب دورًا في سلوك الحركة فحسب، بل في الضبط الدقيق أيضًا. هناك أيضًا أدلة إضافية على أن النواة العصبية قد تعمل في التعلم الترابطي الشمي والذاكرة.
أظهرت الأبحاث انخفاض كثافة النوى العصبية في المنطقة 9 لدى مرضى الفصام، بالإضافة إلى نتائج متسقة لانخفاض كثافة العمود الفقري في الخلايا العصبية الهرمية من الطبقة الثالثة للقشرة الصدغية والجبهية.

## الاستشهادات
هذه المقالة تعتمد على مواد ومعلومات ذات ملكية عامة، من الصفحة رقم 1016  الطبعة العشرين لكتاب تشريح جرايز لعام 1918.

1. ↑  Pearsall، Judy. "Neuropil". Oxford Dictionaries Online. Oxford University Press. مؤرشف من الأصل في 2011-06-11. اطلع عليه بتاريخ 2012-04-20.
2. ↑  White، Edward L.؛ Keller، Asaf؛ Introduction by Thomas A. Woolsey (1989). Cortical Circuits Synaptic Organization of the Cerebral Cortex Structure, Function, and Theory. Boston: Birkhäuser Boston. ISBN:978-0-8176-3402-5.
3. ↑  Braak، Heiko and Eva (1986). "Occurrence of neuropil threads in the senile human brain and in Alzheimer's disease: A third location of paired helical filaments outside of neurofibrillary tangles and neuritic plaques". Neuroscience Letters. ج. 65 ع. 3: 351–355. DOI:10.1016/0304-3940(86)90288-0. PMID:2423928. S2CID:38340590.
4. ↑  Smythies، John (2004). Disorders of Synaptic Plasticity and Schizophrenia. San Diego, California: Elsevier Academic Press. ص. 6–7. ISBN:978-0-12-366860-8.
5. ↑  Spocter، Muhammad A؛ Hopkins، William D.؛ Barks، Sarah K.؛ Bianchi، Serena؛ Hehmeyer، Abigail E.؛ Anderson، Sarah M.؛ Stimpson، Cheryl D.؛ Fobbs، Archibald J.؛ Hof، Patrick R. (2012). "Neuropil distribution in the cerebral cortex differs between humans and chimpanzees". The Journal of Comparative Neurology. ج. 520 ع. 13: 2917–2929. DOI:10.1002/cne.23074. ISSN:1096-9861. PMC:3556724. PMID:22350926.
6. ↑  Renn، Susan C. P.؛ Armstrong، J. Douglas؛ Yang، Mingyao؛ Wang، Zongsheng؛ An، Xin؛ Kaiser، Kim؛ Taghert، Paul H. (5 نوفمبر 1999). "Genetic analysis of the Drosophila ellipsoid body neuropil: Organization and development of the central complex". Journal of Neurobiology. ج. 41 ع. 2: 189–207. CiteSeerX:10.1.1.458.8098. DOI:10.1002/(sici)1097-4695(19991105)41:2<189::aid-neu3>3.3.co;2-h. ISSN:0022-3034. PMID:10512977.
7. ↑  Buxhoeveden D، Ror E، Switala A (2000). "Reduced interneuronal space in schizophrenia". Biological Psychiatry. ج. 47 ع. 7: 681–682. DOI:10.1016/s0006-3223(99)00275-9. PMID:10809534. S2CID:33719925.

## روابط خارجية
- [http://www.bu.edu/histology/p/04104loa

.htm صور نسيجية: 04104loa
] — نظام تعلم علم الأنسجة في جامعة بوسطن—"Nervous Tissue and Neuromuscular Junction: spinal cord, cell bodies of anterior horn cells"
- Neuropil—Cell Centered Database
- [http://www.ouhsc.edu/histology/Glass%20slides/3_08

.jpg صورة تشريحية: 3_08
] في مركز جامعة أوكلاهوما للعلوم الصحية.
- "Neuropil—Neural Circuits"—Neuroscience. 2nd edition, Editors: Dale Purves, George J Augustine, David Fitzpatrick, Lawrence C Katz, Anthony-Samuel LaMantia, James O McNamara, and S Mark Williams. Sunderland (MA): Sinauer Associates; 2001. (ردمك 0-87893-742-0)ISBN 0-87893-742-0.
- https://www.ncbi.nlm.nih.gov/books/NBK11158/